# رودريغو بوسيبون
رودريغو بوسيبون (بالبرتغالية: Rodrigo Pereira Possebon‏) (13 فبراير 1989 البرازيل - ) هو لاعب كرة قدم برازيلي، يلعب كلاعب وسط.

## روابط خارجية
- رودريغو بوسيبون على موقع الاتحاد الأوربي (الإنجليزية)
- رودريغو بوسيبون على موقع قاعدة بيانات كرة القدم.إي يو (الإنجليزية)
- رودريغو بوسيبون على موقع Soccerbase.com (لاعب) (الإنجليزية)
- رودريغو بوسيبون على موقع Soccerway.com (الإنجليزية)
- رودريغو بوسيبون على موقع عالم كرة القدم.نت (الإنجليزية)